# 2019年10月逝世人物列表
2019年逝世人物列表：1月 - 2月 - 3月 - 4月 - 5月 - 6月 - 7月 - 8月 - 9月 - 10月 - 11月 - 12月
2019年10月逝世人物列表，是用于汇总2019年10月期间逝世人物的列表。

## 依日期排序

### 31日
- 黃國俊，62歲，台灣企業家、資拓宏宇董事長，前總統府國策顧問、資策會前副執行長。[1]
- 任学锋，54岁，中华人民共和国政治人物，原中共重庆市委副书记。[2]

### 30日
- 潘正潮，18歲，香港桌球運動員。在訓練期間突發疾病猝逝。[3]
- 吉米·格雷戈里（英语：Jim Gregory (ice hockey)），83歲，加拿大國家冰球聯盟總經理。[4]
- 黃河明，71歲，台灣企業家，曾任台灣惠普科技董事長、資訊工業策進會董事長，墜樓身亡。[5]

### 29日
- 約翰·威瑟史邦（英语：John Witherspoon (actor)），77歲，美國喜劇演員。[6]
- 叢维熙，86歲，中國作家。[7]
- 姜韓玉（韓語：강한옥），92歲，韓國總統文在寅之母。[8]
- 张正钊，89岁，中国法学家，中国人民大学教授。[9]

### 28日
- 楊選興，54歲，中國企業家、廣東電力發展股份有限公司副總經理。[10]
- 耶奈伊·佐尔坦（匈牙利語：Jeney Zoltán），76岁，匈牙利作曲家。[11]
- 木村梢（日语：木村梢），92歲，日本隨筆家。[12]
- 毛高文，83歲，台灣政治人物，前中華民國國立清華大學校長、教育部長、考試院副院長、駐哥斯大黎加大使 。[13]
- 江村，98岁，中国新闻工作者，原黑龙江日报社总编辑。[14]

### 27日
- 伊凡·米拉特（英語：Ivan Milat），74歲，澳洲罪犯，「背包客謀殺案」兇手。[15]
- 弗拉基米尔·康斯坦丁诺维奇·布科夫斯基（俄語：Владимир Константинович Буковский），76岁，俄裔英籍人权活动家。[16]
- 弗拉基米尔·鲁宾（俄語：Владимир Рубин），95岁，俄罗斯作曲家。[17]
- 郗恩庭，73歲，中國乒乓球运动员、教練，1971年世界乒乓球錦標賽金牌。[18]
- 施康强，77歲，中國法語翻譯家、作家。[19]
- 約翰·科尼爾斯（英語：John Conyers），90歲，美國政治人物，為該國史上任職最久（53年）的非洲裔聯邦眾議員。[20][21]

### 26日
- 高狄，92岁，中国政治人物，中共第十二、十三届中央委员，第八届全国政协常委会委员，曾任《人民日报》社社长、中共中央党校常务副校长、中共吉林省委书记等职。[22]
- 寒河江弘（日语：寒河江弘），52歲，日本模型師。[23]
- 賴溪松，65歲，台灣農業界人物，台中市果菜公司董事長，前台中地區農會總幹事。死於交通意外。[24]
- 阿布·贝克尔·巴格达迪（阿拉伯語：أبو بكر البغدادي），48岁，出生於伊拉克的伊斯兰国头目，美国宣称其在美国袭击中自杀。[25]
- 潘漢典，98歲，中國法學家、中國政法大學比較法學研究院教授。[26]
- 羅伯特·埃文斯（英語：Robert Evans），89歲，美國好萊塢電影製片人，曾監製作品《唐人街》、《油脂牛仔》。[27]

### 25日
- 胡笃敬，106岁，中国植物生理学家。[28][29][30]
- 任德权，75岁，中医药界人物。曾任国家食品药品监督管理局副局长。[31]
- 周文中，96岁，美籍华裔作曲家。[32]
- 唐·瓦倫丁（英語：Don Valentine），87歲，美國企業家，風險投資公司紅杉資本創辦人。[33][34]
- 坦齐莉亚·比塞姆别耶娃（俄語：Tanzilya Bisembeyeva），123岁，俄罗斯最长寿老人，也是世界最长寿老人之一[35]。
- 安華·剛果，78歲，印尼潘查希拉青年團前任領袖，蘇哈托於九三〇事件後對共產黨大清洗的執行者[36]。

### 24日
- 高玉琮，75岁，中国曲艺作家、曲艺理论家。[37]
- 吳漪曼，88歲，臺灣鋼琴家，音樂教育家，鋼琴家葉綠娜的老師。[38]
- 吴科如，83岁，中国材料学家，同济大学教授。[39]
- 孙家邦，82岁，中国外科医师。曾任首都医科大学宣武医院副院长、普通外科主任、首都医科大学普通外科学系原主任等职务。[40]
- 八千草薰（日語：八千草 薫），88歲，日本演員，死於胰腺癌。[41]

### 23日
- 籍孝誠，96歲，中國兒科專家，北京協和醫院兒科教授。[42]
- 谢高华，87岁，中国政治人物，曾任浙江省义乌县委书记、衢州市人大常委会副主任、党组副书记。[43]
- 肖寒，92岁，中国政治经济人物，曾任原煤炭工业部部长、原神华集团董事长。[44]
- 蒲復才，59歲，馬來西亞歌手，代表作品《不見不散》。[45]
- 阿查哈，73歲，前馬來西亞州議員，檳城州議會反對黨領袖拿督，曾任職州議員（1997年－2008年）。[46]
- 桑托斯·胡利亚（西班牙語：Santos Juliá），79岁，西班牙历史学家。[47]

### 22日
- 曾融生，95岁，中国固体地球物理学家，中国科学院院士。[48]
- 郭德宏，77岁，中共党史学者、中国现代史学会会长。[49]
- 许晋源，91岁，中国工程热物理学家，西安交通大学教授。[50]
- 苏峇拉扎（Subaraj Rajathurai），56岁，新加坡自然生态保育专家，极擅鸟类生态学，死於心脏病。[51]
- 玛丽克·费福尔特（荷蘭語：Marieke Vervoort），40岁，比利时前殘奧會运动员，安乐死。[52]
- 緒方貞子（日語：緒方 貞子），92歲，日本國際政治學者、前聯合國難民署高級專員、國際協力機構理事長。[53]
- 古斯塔夫·格奈斯（德語：Gustav Gerneth），114岁，德国最长寿老人、退伍军人，也是世界最长寿男性（未經認證）。[54]

### 21日
- 曾俊凱，50歲，台灣教育界人士，新北市鶯歌區鳳鳴國立小學校長，死於火災。[55]
- 卢信永（韓語：노신영），89岁，韩国前国务总理（1985年－1987年）及外交官[56]。
- 董萍，95歲，中華民國陸軍中將，曾任中正理工學院校長、台灣鐵路管理局局長等職。[57]
- 方寿纯，98岁，二战中國老兵，二战时期中国远征军驻印部队，最后一位女军医。[58]
- 牛越生，71岁，中国政治人物，原国有重点大型企业监事会主席，第十一届全国政协委员。[59]
- 梁归智，69岁，中国红学家。辽宁师范大学文学院教授。[60]
- 喬西普·艾力克（英语：Josip Elic），98歲，美國演員，曾演出《飛越杜鵑窩》中精神病患邦奇尼一角。[61]

### 20日
- 何家庆，70岁，安徽大学生命科学学院教授，多年研究魔芋。[62]
- 黄永砯，65岁，法籍中國當代藝術家，“新潮美術運動”核心人物。[63][64]

### 19日
- 牟阳灵，45岁，华中科技大学同济医学院教授。[65]

### 18日
- 布義德爵士（英語：Sir John Boyd），83歲，英國外交官，英國駐日本大使（1992年－1996年）、香港政府政治顧問（1985年－1987年）。[66]
- 馬克·赫德（英語：Mark Hurd），62歲，美國企業家，甲骨文（Oracle）執行長。[67]
- 赵延年，90歲，国家民族事务委员会原副主任、党组副书记。[68]
- 维克托·舍伊莫夫（俄語：Виктор Шеймов），73岁，俄罗斯计算机安全技术专家。前克格勃少校。苏联叛逃者。[69]

### 17日
- 伊利亚·卡明斯（英语：Elijah Cummings），68歲，美國政治人物，马里兰州民主党籍聯邦众议员、美国众议院监管和政府改革委员会（英语：United States House Committee on Oversight and Reform）主席，长期患病导致并发症而死[70][71][72]。
- 阿莉西亚·阿隆索（西班牙語：Alicia Alonso），98岁，古巴舞蹈艺术家，编舞家[73]。
- 马悦然（瑞典語：Nils Göran David Malmqvist）， 95岁，瑞典语言学家、汉学家。[74]
- 派翠克·戴（英语：Patrick Day），27歲，美國拳擊運動員，死於腦損傷。[75]

### 16日
- 約翰·克拉克（英语：John Clarke (actor)），88歲，美國演員，死於肺炎並發症。[76]
- 韩爱萍，57歲，中國羽毛球運動員，死於肺癌。[77]
- 幸佳慧，46歲，台灣兒童文學作家，死於壺腹癌。[78]
- 郑斌，98歲，英國華裔法學家，倫敦大學學院法學院院長。[79]

### 15日
- 蒋浩康，84岁，中国航空发动机试验与测量领域专家。[80]
- 孫家雯，93歲，前香港無綫才藝訓練班導師。[81]
- 殷文琦，54歲，台灣作曲家，死於胃癌。[82]

### 14日
- 雪莉，25岁，本名崔真理（최진리），韩国女歌手，前组合f(x)成员（2009年－2015年）。自缢[83][84]。（遺體發現日期）
- 哈罗德·布鲁姆（英語：Harold Bloom），89岁，美国文学批评家和作家。[85]
- 王渊旭，46岁，河南大学物理与电子学院原院长。[65]

### 13日
- 理查德·赫克爾（英語：Richard Huckle），33歲，英國罪犯，犯下200多起性侵兒童案，被判處22個終身監禁，在獄中遭殺害。[86]
- 段清波，55歲，中國考古學家、中國西北大學文化遺產學院院長，曾任秦始皇帝陵考古隊隊長。[87]
- 罗杰·奥文（Roger Auvin），111岁，法国最长寿男性之一。[88][89]
- 吾妻日出夫（日語：吾妻 ひでお），69歲，日本漫畫家，代表作《失蹤日記》。死於食道癌。[90]
- 林亚历，69岁，新加坡华乐指挥，因骨痛热症引发器官衰竭而死。[91]

### 12日
- 萨拉·丹尼尔斯（瑞典語：Sara Danius），57歲，瑞典文學評論家，前瑞典學院常任秘書，死於乳癌。[92][93]
- 何禮泰（英語：James Hughes-Hallett），70歲，英國企業家，太古集團主席（2005年－2015年），太古股份有限公司、香港太古集團有限公司和國泰航空主席（1999年－2005年）。[94]
- 傑瑞·麥吉（英語：Gerry McGee），81歲，美國搖滾音樂家，曾為投機者樂團的吉他手。[95]
- 丁石孙，92岁，中国数学家、教育家和社会活动家，第九届、十届全国人民代表大会常务委员会副委员长，中国民主同盟第七届、八届、九届中央委员会主席，第九届中央委员会名誉主席，欧美同学会原会长，北京大学原校长（1984年─1989年）。[96]
- 吉川貴久（日語：吉川 貴久），83歲，日本射擊運動員、警官，曾在1964年東京奧運的自由射擊項目獲得銅牌。[97]

### 11日
- 全巧民，81岁，中国秦腔表演艺术家、国家非物质文化遗产秦腔项目传承人、国家一级演员。[98]
- 阿列克谢·列昂诺夫（俄語：Алексе́й Архи́пович Лео́нов），85歲，苏联宇航员，1965年3月成為世界首位太空“出舱”行走的太空人。[99]
- 西岡善信（日语：西岡善信），97歲，日本電影美術指導、製片人。[100]
- 罗伯特·佛斯特（英語：Robert Forster），78岁，美国演员。[101]
- 甄彥文，91岁，中華民國陸軍退伍榮民、作家。[102]

### 10日
- 蔡英文，67歲（男性），台灣中研院政治學者。胃食道逆流復發，肝肺感染而死。[103]
- 武明中，56岁，中国画家。首都师范大学美术学院副教授。[104]
- 玛丽-若泽·纳特（法語：Marie-José Nat），79岁，法国演员。[105]

### 9日
- 杨恩泽，99歲，中國電信學家、九三學社社員、天津大學電氣自動化與信息工程學院教授。[106]
- 安德烈斯·希梅諾（西班牙語：Andrés Gimeno），82岁，西班牙网球运动员。[107]

### 8日
- 塞拉菲姆·费尔南德斯·德·阿劳若（葡萄牙語：Serafim Fernandes de Araújo），95岁，巴西籍天主教司铎级枢机。[108]
- 纪梦奇（音译：Mengqi Ji），28岁，疑似遭丈夫约瑟夫·埃利奇（Joseph Elledge）杀害并抛尸。[109][110]

### 7日
- 劉鐘元，86歲，台灣歌仔戲製作人，河洛歌子戲團創團團長。[111]
- 和田誠（日语：和田誠），83歲，日本插畫家、電影導演。[112]
- 陈仲颐，96岁，中国土力学与基础工程专家、清华大学教授。[113]

### 6日
- 金田正一（日語：金田 正一），86歲，日本職業棒球運動員，日本職棒史上最多勝投投手。[114]
- 金格·贝克（英語：Ginger Baker），80歲，英國搖滾鼓手，是奶油樂團、盲目信仰乐團等的共同創始人。[115]
- 谢国启，55岁，中国书法家。河南省书协副主席。[116]
- 张小英，女，46岁，中国工程热物理学家。中山大学中法核工程与技术学院副院长。[117]

### 5日
- 馬爾切洛·喬達尼（英语：Marcello Giordani），56歲，義大利歌劇男高音。[118]
- 康来仪，83歲，中國流行病學專家、上海市疾病預防控制中心終身教授，首例血友病感染愛滋病發現者。[119]
- 罗来胜，70岁，中国军事人物，广东省军区原副司令员。[120]

### 4日
- 張嗣瀛，94歲，中国自動控制研究專家，中國科學院院士。[121]
- 张国宝，74岁，中国政治人物，首任国家能源局局长（2008年－2011年）。[122]
- 黛安·卡洛（英语：Diahann Carroll），84歲，美國演員。[123]
- 淺野杏菜（日語：浅野 杏菜），24歲，日本動畫工作者，京都動畫員工、京都動畫縱火案罹難者，死於敗血性休克。[124]

### 3日
- 胡亚美，96岁，中国医学家，中国工程院院士。[125]
- 魏锺铨，81岁，中国卫星专家。因突发疾病殉职，1982年中國首顆靜止軌道氣象衞星「風雲2號」，任總設計師。[126]
- 江超平，60歲，臺灣補教界國文老師，食道癌。[127]
- 罗歇·塔伊贝尔（法語：Roger Taillibert），93岁，法国建筑师，1976年奥运会蒙特利尔主场馆主设计师。[128]
- 菲利普·吉普斯（英語：Philip Gips），88岁，美国电影海报设计师，曾参与作品《超人》（1978年）、《异形》（1979年）。[129]

### 2日
- 吉雅·坎切利，84岁，格鲁吉亚作曲家。[130]
- 乔尔乔·斯昆齐（意大利语：Giorgio Squinzi），76岁，意大利商人，马贝集团董事长、萨索罗足球俱乐部主席。[131]
- 丁敏哲，63岁，浙江政治人物。浙江省金融办原主任。[132]
- 馮燊均，87歲，香港實業家，馮燊均國學基金會主席。[133]
- 王俊傑（英語：Matthew Wong），35岁，加拿大华裔画家，自杀。[134][135]
- 約翰·卡比（英語：John J. Kirby, Jr.），79歲，美國律師，任天堂電玩《星之卡比》冠名人物。[136]

### 1日
- 卡雷尔·戈特（捷克語：Karel Gott），80岁，捷克流行音乐歌手。[137]
- 韩其为，85岁，中国水利水电专家，中国工程院院士。[138]
- 文傳源，101歲，中國航天學家、北京航空航天大學教授，曾研製出中國首架無人機「北京五號」並試飛成功。[139]